# Christopher Lee Sings Devils, Rogues & Other Villains
Christopher Lee Sings Devils, Rogues & Other Villains è il primo album studio dell'attore e cantante britannico Christopher Lee, pubblicato nel 1998 per la Wolfslair Inc.

## Tracce
1. A More Humane Mikado – 3:46
2. Mack the Knife – 3:11
3. Non più andrai – 3:42
4. The Clock Scene – 4:00
5. Serenade – 2:50
6. Ghostriders in the Sky – 4:03
7. Hagen's Watch – 4:05
8. "Epiphany" from Sweeney Todd – 3:13
9. Le Veau d'or – 2:35
10. I Stole the Prince – 2:41
11. Credo in un dio crudel – 4:13
12. Song of the Flea – 2:50
13. The Streets of Laredo – 3:09
14. Donner's Song – 4:10
15. Man of La Mancha – 2:03